# Lagure
Lagurus
Pour les articles homonymes, voir Lagurus.
Genre
Classification phylogénétique
Le Lagure (Lagurus) est un genre de plantes de la famille des Poacées. Il comprend une unique espèce, le Lagure ovale. Pour en savoir plus voir cet article.
Ce genre est proche du genre Polypogon.
Dans ce genre, créé par Carl von Linné en 1753, était également rangée à l'origine l'espèce Lagurus cylindricus L. qui fut par la suite reclassée dans le genre Imperata (Imperata cylindrica (L.) P. Beauv.). Il s'agit de l'impérate cylindrique, mauvaise herbe des pays tempérés, assez peu répandue.